# Recurso de alzada
El recurso de alzada es un recurso de carácter administrativo a través del cual se busca que un órgano administrativo revise un acto dictado por otro órgano dependiente jerárquicamente de él, buscando que enmiende conforme a Derecho el acto del órgano inferior.
El recurso de alzada tiene una clara analogía con un recurso de apelación del orden jurisdiccional.
En ocasiones el recurso de alzada es potestativo. Esto es, el administrado puede optar por no interponerlo, prefiriendo acudir directamente a la vía judicial, interponiendo para ello un recurso contencioso-administrativo ante el juez competente. En otras ocasiones es requisito obligatorio el haber planteado el recurso de alzada en tiempo y forma, y que este no haya sido estimado, como medida previa a poder acudir ante el juez.

## Regulación por países

### España
Viene regulado en la Ley 39/2015, de 1 de octubre, del Procedimiento Administrativo Común de las Administraciones Públicas. en su TÍTULO V 
Se puede interponer contra las resoluciones que no pongan fin a la vía administrativa y contra actos de trámite si deciden directa o indirectamente el fondo del asunto, determinan la imposibilidad de continuar el procedimiento, producen indefensión o perjuicio irreparable a derechos e intereses legítimos